# LY6G6C
LY6G6C (англ. Lymphocyte antigen 6 family member G6C) – білок, який кодується однойменним геном, розташованим у людей на 6-й хромосомі. Довжина поліпептидного ланцюга білка становить 125 амінокислот, а молекулярна маса — 13 821.
| 10         |  | 20         |  | 30         |  | 40         |  | 50         |
| ---------- |  | ---------- |  | ---------- |  | ---------- |  | ---------- |
| MKALMLLTLS |  | VLLCWVSADI |  | RCHSCYKVPV |  | LGCVDRQSCR |  | LEPGQQCLTT |
| HAYLGKMWVF |  | SNLRCGTPEE |  | PCQEAFNQTN |  | RKLGLTYNTT |  | CCNKDNCNSA |
| GPRPTPALGL |  | VFLTSLAGLG |  | LWLLH      |  |            |  |            |

A: Аланін

C: Цистеїн

D: Аспарагінова кислота

E: Глутамінова кислота

F: Фенілаланін

G: Гліцин

H: Гістидин

I: Ізолейцин

K: Лізин

L: Лейцин

M: Метіонін

N: Аспарагін

P: Пролін

Q: Глутамін

R: Аргінін

S: Серин

T: Треонін

V: Валін

W: Триптофан

Локалізований у клітинній мембрані, мембрані.